# Канинский берег
Канинский бе́рег — берег в восточной части Белого моря от мыса Конушин до мыса Канин Нос на полуострове Канин. Мыс Конушинский или Толстик, находится в 6,7 мили к югу от устья реки Волосова и представляет собой возвышенную часть берега, имеющую форму холма высотой 50 м. На мысе установлен Маяк Конушинский (67°14' N, 43°47' О). Южнее мыса Конушин находится Конушинский берег.
Канинский берег административно относится к Канинскому и Шоинскому сельсоветам Заполярного района Ненецкого автономного округа.
Канинский берег протянулся почти на 100 миль от мыса Канин Нос до мыса Конушин. Берег мало изрезан и не образует значительных мысов и губ, почти на всём протяжении он высок и обрывист. Северная часть Канинского берега образована тёмными крутыми обрывами, прерываемыми в устьях рек жёлтыми песчаными низменностями. Южная часть Канинского берега — менее возвышенна, чем северная. Песчано-глинистые обрывы здесь изрезаны узкими сероватыми расщелинами, по которым протекают реки и ручьи.
На участке от мыса Канин Нос до реки Большая Бугряница берег сложен из гранитных пород и покрыт тундровой растительностью. На участке от реки Большая Бугряница до реки Торна отроги горного хребта отходят в глубь полуострова Канин. Долины ручья Хадау и реки Песцовая с моря имеют вид широких оврагов. На северном берегу Большой Бугряницы имеется часовня, две промысловые избушки и ненецкое кладбище. В 5 кабельтовых от её устья расположено летнее ненецкое становище Большая Бугряница. Река Сальница впадает в море в 4 милях к югу от устья реки Большая Бугряница. От реки Торна до реки Кия побережье ещё больше понижается. Здесь в море впадают сравнительно многоводные реки Торна, Месна, Камбальница и Шойна. Между устьями рек Торна и Месна расположен полуостров Ванчей. У реки Кия побережье вновь повышается, у мыса Конушин вдали от берега нечетко выделяются отдельные вершины гор. Реки Луковка и Жуковка впадают в Белое море примерно в 7 милях южнее реки Шойна. Река Кия впадает в море в 12 милях южнее устья реки Шойна. Дельта этой реки образована в результате слияния двух рек: Большая Кия и Малая Кия. На южном берегу устья реки Кия расположен посёлок Кия, в 25 км от посёлка Шойна.
Растительность на всём Канинском берегу представлена мхами и лишайниками. Лишь на берегах рек и южных склонах гор встречаются заросли мелкого кустарника.
Канинский берег северной части Белого моря отмел. Он окаймлен широкой отмелью с глубинами менее 20 м.